# Francis Clarke (mathématicien)
Pour les articles homonymes, voir Francis Clarke et Clarke.
Francis Clarke est un mathématicien canadien et français né en 1948 à Montréal. Il est professeur à l'université Claude-Bernard Lyon 1. Il travaille dans les domaines de l'analyse fonctionnelle, l'optimisation, le calcul des variations, et le contrôle. 

## Biographie
Francis Clarke reçoit le diplôme B.Sc. de l'université McGill en 1969, et le doctorat de l'université de Washington en 1973. En 1978 il devient professeur titulaire (full professor) à la University of British Columbia en 1978, et prononce une conférence invitée au Congrès international des mathématiciens (ICM) de Helsinki. En 1984 il est nommé directeur du Centre de recherches mathématiques (CRM) de l’Université de Montréal. Pendant les neuf ans de sa direction, le CRM devient le premier centre de recherche national pour les mathématiques et leurs applications. Cette transition inclut la création de programmes d'ateliers et de bourses postdoctorales, des années thématiques, deux séries de publications, des prix de recherche, et un fonds de dotation. Francis Clarke est aussi directeur fondateur de l'Institut des Sciences Mathématiques (ISM) du Québec.  
En 1995 Francis Clarke est nommé professeur titulaire à l’Université de Lyon, où il est membre de l’Institut Camille Jordan. En 2000 il est nommé à une chaire en théorie mathématique du contrôle à l’Institut universitaire de France. En 2004, il préside le comité de sélection du premier congrès conjoint des six sociétés mathématiques du Canada et de la France.

## Recherche
Francis Clarke est connu pour ses contributions à l'analyse non lisse (un terme qui est dû à lui), et notamment pour sa théorie des gradients généralisés (generalized gradients), ainsi que pour ses travaux en optimisation, les équations différentielles, la théorie du contrôle, le calcul des variations, et la modélisation dans plusieurs domaines d'applications. Son livre Optimization and Nonsmooth Analysis est parmi ses publications les plus souvent citées. 

## Prix et distinctions
- Prix W.T. and Idalia Reid, Society for Industrial and Applied Mathematics (SIAM), 2015[4].
- Membre senior, Institut universitaire de France (chaire en théorie du contrôle), 2000.
- Prix Urgel-Archambault, ACFAS, 1990.
- Prix Coxeter-James, Société mathématique du Canada, 1980[5].
- Bourse de recherche Killam 1978-80, Conseil du Canada[6].
- Élu membre, société royale du Canada (FRSC), 1979.

## Livres
- Optimization and Nonsmooth Analysis, Wiley, 1983 (traduction russe 1984). Réédition : SIAM Classics in Applied Mathematics, vol. 5 (1990).
- Methods of Dynamic and Nonsmooth Optimization, SIAM, 1989.
- Nonsmooth Analysis and Control Theory (avec Yu. Ledyaev, R. J. Stern et P. R. Wolenski), Graduate Texts in Mathematics 178, Springer-Verlag, 1998.
- Functional Analysis, Calculus of Variations and Optimal Control, Graduate Texts in Mathematics 264, Springer, 2013.